# Bianca Bustamante
Bianca Bustamante (ur. 19 stycznia 2005) – filipińska kierowczyni wyścigowa. Jest członkinią drużyny Prema Powerteam, w serii F1 Academy i uczestniczy w programie rozwoju kierowców McLaren.

## Kariera

### Początki
Bustamante zadebiutowała w sporcie samochodowym w kartingu. W 2015 r. wzięła udział w klasie TaG Cadet podczas SKUSA SuperNationals XIX, gdzie zajęła 21. miejsce. W tym samym roku zajęła także 9. miejsce w klasie PSL West Mini Max w Challenge of the Americas. W 2016 r. wróciła do SKUSA SuperNationals XX, ale tym razem w klasie X30 Junior, gdzie zajęła 43. miejsce. W 2020 roku zajęła 16. miejsce w klasie Senior w IAME Asia Cup.

### W Series
Od 31 stycznia do 4 lutego 2022 r. Bustamante brała udział w teście W Series w Arizonie w Stanach Zjednoczonych wraz z 14 innymi potencjalnymi kierowcami. Następnie uczestniczyła w drugim przedsezonowym teście w Barcelonie w dniach 2–4 marca wraz z 11 innymi potencjalnymi kierowcami i 9 automatycznie zakwalifikowanymi z poprzedniego sezonu W Series. 22 marca potwierdzono, że Bustamante weźmie udział w sezonie W Series 2022. Zakończyła sezon na 14. miejscu, zdobywając 2 punkty w 7 wyścigach.

### Mistrzostwo Formuły 4 ZEA
W 2023 r. ogłoszono, że Bustamante pod okiem włoskiego zespołu Prema Racing będzie walczyła o mistrzostwo Formuły 4 ZEA 2023. Zakończyła sezon na 27. miejscu, zdobywając 3 punkty w 15 wyścigach.

### F1 Academy
Sezon 2023
3 lutego 2023 r. Bustamante została ogłoszona drugą kierowczynią, która będzie startowała w nowo założonej wyłącznie kobiecej serii F1 Academy w drużynie Prema Racing.
Po inauguracyjnym wyścigu na Red Bull Ring Bustamante zajęła 3. miejsce, jednak z powodu naruszenia przepisów technicznych wykrytych podczas inspekcji bolidów Nerea Martí z Campos Racing została zdyskwalifikowana z wyników, ustępując Bustamante 2. miejsca.
Bolid Bustamante uległ awarii technicznej na początku okrążenia formującego podczas trzeciego wyścigu na Red Bull Ring i nie mogła wystartować.
Na torze Circuit Ricardo Tormo Bustamante początkowo zakwalifikowała się na 2. miejsce, jednak w wyniku przekroczenia limitu toru spadła na 8.miejsce. Odwrotna kolejność startów w drugim wyścigu oznaczała, że Bustamante zdobyła swoje pierwsze w historii pole position, które następnego dnia zamieniła w swoje pierwsze zwycięstwo w wyścigu.
Bustamante nie ukończyła pierwszego wyścigu 5. rundy sezonu z powodu wypadku, który zmusił ją do wycofania samochodu z wyścigu. W następnym wyścigu zdobyła trzecie podium w sezonie, zdobywając pole position w kwalifikacjach z powodu odwróconej klasyfikacji na starcie. W trzecim wyścigu odniosła swoje pierwsze pełne zwycięstwo punktowe, a zarazem ostatnie i drugie zwycięstwo w sezonie 2023.
Bustamante zdobyła w sumie 116 punktów, zajmując 7. miejsce w klasyfikacji mistrzostw, zaledwie punkt za Amną Al Qubaisi z MP Motorsport.
Sezon 2024
W dniu 18 października 2023 r. McLaren ogłosił, że przyjął Bustamante do programu rozwojowego kierowców McLaren i będzie reprezentowała barwy McLarena w sezonie 2024 F1 Academy w ramach ART Grand Prix. Jest pierwszą kierowczynią, która jest częścią programu rozwojowego kierowców McLaren i drugą po Emmie Gilmour kierowczynią, która podpisała kontrakt z McLarenem.

### Włoska Formuła 4
24 maja 2023 roku ogłoszono, że Bustamante zadebiutuje we włoskiej F4 na torze Circuit de Spa-Francorchamps, jednorazowo występując dla Prema Racing, zastępując Aurelię Nobels.

## Życie osobiste
Bustamante mieszka pomiędzy Laguną na Filipinach a San Jose w Kalifornii. Jest córką Raymunda i Janice Bustamante. Jej karierą sportową i biznesową kieruje kierowca wyścigowy Darryl O’Young.
Bustamante jest zwolenniczką niewymiennych tokenów. Rozpoczynając wraz ze swoim menadżerem projekt The Dark Horse jako sposób na finansowanie swojej kariery.

## Rejestr wyścigów

### Podsumowanie kariery wyścigowej
| Sezon | Seria                      | Drużyna              | Wyścigi | Wygrane | Pole | Najszybsze okrążenia | Podia | Punkty | Pozycja |
| ----- | -------------------------- | -------------------- | ------- | ------- | ---- | -------------------- | ----- | ------ | ------- |
| 2022  | USF Juniors                | IGY6 Motorsports     | 4       | 0       | 0    | 0                    | 0     | 32     | 25      |
| 2022  | W Series                   | W Series Academy     | 7       | 0       | 0    | 0                    | 0     | 2      | 15      |
| 2022  | Indian Racing League       | Bangalore Speedsters | 5       | 0       | 0    | 0                    | 0     | 46     | 17      |
| 2023  | Formula 4 UAE Championship | Prema Racing         | 15      | 0       | 0    | 0                    | 0     | 3      | 27      |
| 2023  | F1 Academy                 | Prema Racing         | 21      | 2       | 1    | 0                    | 4     | 116    | 7       |
| 2023  | Italian F4 Championship    | Prema Racing         | 3       | 0       | 0    | 0                    | 0     | 0      | 44      |
| 2023  | USF Juniors                | Exclusive Autosport  | 3       | 0       | 0    | 0                    | 0     | 27     | 17      |

* Sezon nadal w toku.

### Pełne wyniki W series
(klucz) (Wyścigi pogrubione wskazują pole position) (Wyścigi pisane kursywą oznaczają najszybsze okrążenia)
| Rok  | Drużyna          | 1      | 2       | 3      | 4      | 5      | 6       | 7      | Klasyfikacja mistrzowska kierowców | Punkty |
| ---- | ---------------- | ------ | ------- | ------ | ------ | ------ | ------- | ------ | ---------------------------------- | ------ |
| 2022 | W Series Academy | MIA1 9 | MIA2 14 | CAT 15 | SIL 17 | LEC 15 | HUN Ret | SIN 15 | 15                                 | 2      |

### Pełne wyniki Mistrzostw F4 ZEA
(klucz) (Wyścigi pogrubione wskazują pole position) (Wyścigi pisane kursywą oznaczają najszybsze okrążenia)
| Rok  | Drużyna      | 1         | 2         | 3          | 4         | 5         | 6          | 7         | 8         | 9         | 10        | 11       | 12        | 13        | 14       | 15        | Punkty | Poz. |
| ---- | ------------ | --------- | --------- | ---------- | --------- | --------- | ---------- | --------- | --------- | --------- | --------- | -------- | --------- | --------- | -------- | --------- | ------ | ---- |
| 2023 | Prema Racing | DUB1 1 26 | DUB1 2 28 | DUB1 3 Ret | KMT1 1 20 | KMT1 2 25 | KMT1 3 Ret | KMT2 1 33 | KMT2 2 10 | KMT2 3 15 | DUB2 1 17 | DUB2 2 9 | DUB2 3 21 | YMC 1 Ret | YMC 2 30 | YMC 3 Ret | 3      | 27   |

### Pełne wyniki F1 Academy
(klucz) (Wyścigi pogrubione wskazują pole position) (Wyścigi pisane kursywą oznaczają najszybsze okrążenia)
| Rok  | Drużyna      | 1       | 2       | 3        | 4       | 5       | 6       | 7       | 8         | 9        | 10       | 11      | 12      | 13        | 14    | 15      | 16       | 17       | 18       | 19      | 20      | 21       | Klasyfikacja mistrzowska kierowców | Punkty |
| ---- | ------------ | ------- | ------- | -------- | ------- | ------- | ------- | ------- | --------- | -------- | -------- | ------- | ------- | --------- | ----- | ------- | -------- | -------- | -------- | ------- | ------- | -------- | ---------------------------------- | ------ |
| 2023 | Prema Racing | RBR 1 2 | RBR 2 9 | RBR 3 NC | CRT 1 5 | CRT 2 1 | CRT 3 7 | CAT 1 4 | CAT 2 14† | CAT 3 10 | ZAN 1 10 | ZAN 2 8 | ZAN 3 5 | MON 1 Ret | MON 2 | MON 3 1 | LEC 1 13 | LEC 2 10 | LEC 3 14 | USA 1 5 | USA 2 7 | USA 3 13 | 7                                  | 114    |

* Sezon nadal w toku.

### Pełne wyniki Mistrzostw Włoch Formuły 4
(klucz) (Wyścigi pogrubione wskazują pole position) (Wyścigi pisane kursywą oznaczają najszybsze okrążenia)
| Rok  | Drużyna      | 1     | 2     | 3     | 4     | 5     | 6     | 7     | 8        | 9        | 10       | 11    | 12    | 13    | 14    | 15    | 16    | 17    | 18    | 19    | 20    | 21    | 22    | Klasyfikacja mistrzowska kierowców | Punkty |
| ---- | ------------ | ----- | ----- | ----- | ----- | ----- | ----- | ----- | -------- | -------- | -------- | ----- | ----- | ----- | ----- | ----- | ----- | ----- | ----- | ----- | ----- | ----- | ----- | ---------------------------------- | ------ |
| 2023 | Prema Racing | IMO 1 | IMO 2 | IMO 3 | IMO 4 | MIS 1 | MIS 2 | MIS 3 | SPA 1 25 | SPA 2 19 | SPA 3 19 | MNZ 1 | MNZ 2 | MNZ 3 | LEC 1 | LEC 2 | LEC 3 | MUG 1 | MUG 2 | MUG 3 | VLL 1 | VLL 2 | VLL 3 | 44                                 | 0      |

### Pełne wyniki Mistrzostw Azji Południowo-Wschodniej Formuły 4
| Rok  | Uczestnik        | 1       | 2       | 3       | 4     | 5     | 6      | 7      | 8      | 9      | 10     | 11     | Poz. | Punkty |
| ---- | ---------------- | ------- | ------- | ------- | ----- | ----- | ------ | ------ | ------ | ------ | ------ | ------ | ---- | ------ |
| 2023 | BlackArts Racing | ZZIC1 1 | ZZIC1 2 | ZZIC1 3 | MAC 1 | MAC 2 | SEP1 1 | SEP1 2 | SEP1 3 | SEP2 1 | SEP2 2 | SEP2 3 | *    | *      |